# Болгаризация
Болгаризация (болг. побългаряване; българизация) — ассимиляция этнических неболгар, живущих в Болгарии, в некоторых случаях насильственная. Болгаризации, и шире славянизации, подвергались турки, цыгане, помаки, гагаузы, румыны и аромуны, крымские татары, черкесы и греки.

## Возродительный процесс
Особенно известным был Возродительный процесс (болг. Възродителен процес) — кампания по болгаризации турок, проводившаяся болгарским правительством в 1984-1989 годах, в результате которой все турки и отуреченные помаки вынуждены были заменить свои имена на немусульманские. 
Одной из наиболее известных жертв этой политики был знаменитый болгарский и потом турецкий тяжелоатлет Наим Сулейманоглу, родившийся в Болгарии и вынужденный сменить своё имя на болгарское — Наум Шаламанов (после эмиграции в Турцию возвратил себе своё первоначальное имя).
Несмотря на наибольшее давление на мусульман во время болгаризации, сегодня это самое многочисленное меньшинство Болгарии (12,2 % населения), формируемое турками — 9,4 %, болгарами-мусульманами (помаками) — менее 2 % (131 531 чел.), и другими.

## Большая экскурсия
Летом 1989 года 360 тысяч болгарских мусульман (частично добровольно, частично принудительно) эмигрировали в Турцию. Причиной считается заявление 29 мая 1989 года председателя госсовета Тодора Живкова, переданное по радио и телевидению, в котором болгарские власти призвали Турцию открыть границы для всех желающих покинуть страну. 3 июня Турция открыла границы.

## Убийство Тюркан Фейзуллы
26 декабря 1984 года во время протеста в Млечино против болгаризации турецкого меньшинство от рук милиции погибла Тюркан Фейзулла, которой на тот момент было 18 месяцев. Данное событие потрясло всю общественность и стало символом сопротивления против ассимиляции турецкого населения в Болгарии.